# Toxophilus
Toxophilus er en bog om bueskydning med langbue af Roger Ascham udgivet første gang i 1545 i London. Den er dedikeret til Henrik VIII, og det er den første bog om bueskydning skrevet på engelsk.
Ascham var selv en ivrig bueskytte og underviser på St John's College, Cambridge. Han skrev Toxophilus or the School of Partitions of Shooting for at beskytte bueskydning imod anklager om, at det var en upassende sport for en lærd.
Toxophilus er skrevet som en dialog mellem to personer, Philologus ("en der elsker studier") og Toxophilus ("en der elsker buen"), som også er lærd og forsvarer bueskydning som et ædelt tidsfordriv.
Ascham skrev en introduktion til sit arbejde med en omfattende dedikation til Henry VIII, som godkendte bogen og tildelte Ascham en pension på 10 £ om året, hvilket blev bekræftet og suppleret af Edward VI.

## Indflydelse
Udover at være den tidligst trykte bog på engelsk om bueskydning er Toxophilus også en vigtig model for, hvordan bøger med instruktion kunne skrives på engelsk (frem for Latin, der hidtil var brugt), og hvordan engelsk kunne skrives klart og tydeligt. Som han skriver i indledningen: "Til alle Gentlemen og Yeoman i England": "Mange engelske forfattere har ikke gjort sådan, men bruger fremmede ord, som latin fransk og italiensk, hvilket gør alting mørkt og svært"
Ulig andre engelske lærde i sin samtid, som Thomas Elyot og John Cheke, undgik han brugen af neologismer og blomstrende klassiske termer og det "lykkedes at gøre hans engelske arbejde til et medie til bred kommunikation ... Nogle af de passager der beskriver miljøet (for eksempel den måde, hvorpå vinden kan påvirke sigtet for en trænet bueskytte), er levende og på det tidspunkt uden sidestykke i engelsk litteratur."
Ordet "Toxophilus" blev opfundet af Ascham. Det engelske navneord "toxophilite", der betyder "en der elsker eller er hengiven til buen", er afledt af "toxophilus".

## Bueskydningens historie
Det næste store værk om bueskydning på engelsk var The Art of Archerie af Gervase Markham, som blev udgivet i London i 1634.
Toxophilus har været referencemateriale for mange senere studier om bueskydningens historie, eksempelvis The Archer's Craft af A. E. Hodgkin.

## Udgaver
- Ascham, Roger; ed. Arber, Edward (1868). English Reprints: Toxophilus, 1545. London: Murray.
- Ascham, Roger; ed. Wright, William Aldis (1904). English Works: Toxophilus, Report of the Affaires and State of Germany, The Scholemaster. Cambridge: Cambridge University Press.

## Reflist
1. 1 2  Rosemary O'Day, ‘Ascham, Roger (1514/15–1568)’, Oxford Dictionary of National Biography, Oxford University Press, 2004 www.oxforddnb.com, hentet 18/6-201
2. ↑  "imaginary proper name invented by Ascham, and hence title of his book (1545), intended to mean 'lover of the bow'." "toxophilite, n." Oxford English Dictionary. Second edition, 1989; online version November 2010. <http://www.oed.com:80/Entry/204131>; hentet 18/6-2013. Tidligere version første gang udgivet i New English Dictionary, 1913.
3. ↑  Hodgkin, Adrian Eliot (1951). The Archer's Craft. London: Faber & Faber. ISBN 1-897853-80-7.